# سوني آنجل
سوني أنجل هي سلسلة من تماثيل الملائكة من ابتكار صانع الألعاب الياباني تورو سويا الرئيس التنفيذي لشركة دريمز إنك. الاسم مشتق من لقب سويا "سوني". وتُباع تماثيل سوني أنجل في صناديق مخفية مع تماثيل بأغطية رأس مختلفة وأحيانًا بأزياء مختلفة ضمن مجموعات متنوعة. إن شعار سوني أنجل هو: "قد يجلب لك السعادة".
غالبًا ما تُشترى تماثيل سوني أنجلز كقطعٍ تذكارية. وتُباع بعضها بأسعارٍ أعلى بكثير من قيمتها الأصلية وغالبًا ما تُستبدل أو تُباع في فعاليات التداول ومنصات إعادة البيع عبر الإنترنت.

## الأصول
أُطلقت دمية سوني أنجل في 15 مايو 2004. حيث بدأ التمثال كدمية بطول 18 سم (7 بوصات) مستوحاة من شخصية كيوبي. ثم حُوّلت سوني لاحقًا إلى دمية صغيرة بطول 7 سم (3 بوصات)، وتُباع الآن في أكثر من 33 دولة. صُممت دمية سوني أنجل في البداية لتوفير الراحة للشابات العاملات في اليابان خلال فترة من عدم الاستقرار الاقتصادي. وطُرحت هذه الدمى خلال فترة الركود الاقتصادي الطفيف في اليابان والذي تفاقم لاحقًا خلال الأزمة المالية عام 2008.
تُباع تماثيل سوني أنجل كصناديق عمياء وهي فئة من المنتجات القابلة للتحصيل تجعل محتويات العبوة غامضة حتى فتحها. نشأ مفهوم الصناديق العمياء تجاريًا في ثمانينيات القرن العشرين وهو مستوحىً من التقليد الياباني "فوكوبوكورو" والذي يُترجم إلى "حقيبة الحظ السعيد". وقد نشأت صناعة الصناديق العمياء في أوائل القرن التاسع عشر في المتاجر اليابانية الكبرى باستخدام بطاقات قابلة للتحصيل. ومع الارتفاع المتزامن في شعبية ألعاب الموضة جذبت هذه الصناعة المزيد من الاستثمارات وحظيت باهتمام كل من التجار والمستثمرين. وشوهدت نسخ مبكرة من مفهوم الصناديق العمياء في ألعاب غاشابون حيث كانت تُوزع ألعاب الكبسولات الصغيرة ذات الصناديق العمياء عن طريق آلات البيع.

## الميديا
ازدادت شعبية تماثيل سوني أنجل على تيك توك حيث حصد وسم #sonnyangel أكثر من 95 مليون مشاهدة حتى أبريل 2023. وفي هذه الفيديوهات القصيرة على تيك توك كان الناس ينشرون مقاطع فيديو تعرض فتح الصناديق ورسومات المعجبين وعمليات الشراء واللقاءات مع معجبي سوني أنجل الآخرين. وقد أدى الانتشار الواسع للتماثيل بالإضافة إلى ندرة بعض أنواعها المعلنة إلى زيادة الطلب عليها من المستهلكين.
غطت صحيفة نيويورك تايمز حدثًا لتماثيل سوني أنجل في 6 أبريل 2023 حيث اجتمع 150 شخصًا في واشنطن سكوير بارك لشراء وبيع وتبادل الدمى مع المتحمسين الآخرين.
ظهرت سوني أنجلز في رسم تخطيطي لبرنامج سترداي نايت لايف في 4 مايو 2024 حيث قدم مارسيلو هيرنانديز ودوا ليبا وبون يانج رسمًا تخطيطيًا حول الهوس المحيط بالتماثيل. في الرسم التخطيطي لعب يانج دور سوني آنجل الذي يقاتل شخصية هيرنانديز للفوز بالاهتمام الرومانسي لليبا وهي جامعة لسوني آنجل.

## التعاونات

### دونا ويلسون
في يونيو 2022 تعاون سوني أنجل مع فنانة النسيج دونا ويلسون المقيمة في لندن لابتكار "سلسلة المخلوقات". وقدّم هذا التعاون 12 تمثالًا صغيرًا وتمثالًا سريًا واحدًا كلٌّ منها مُغلّف بصناديق عمياء على شكل كوخ.

### كيم لايف
في يوليو 2022 تعاون سوني أنجل مع كيميلايف وهي علامة تجارية للألعاب الفنية لتطوير سلسلة "كل شيء له أرواح" والتي تتميز بأرنب ونمر يرمزان إلى البراءة والشجاعة على التوالي في الفولكلور الصيني.

### كيستيفاي
في يوليو 2024 تعاونت سوني أنجل مع كيستفاي وهي علامة تجارية للإكسسوارات لتقديم حافظات وإكسسوارات هواتف مستوحاة من سلسلة سوني أنجل هارفست مع زخارف الفواكه والخضروات. أصدرت المجموعة في 19 يوليو 2024 وتضمنت عناصر مثل حزام الهاتف المعدني سوني أنجل x كيسيتيفي هارت وصندوق أعمى محدود الإصدار يحتوي على حافظة سلسلة هارفست هارت وسوني أنجيل هيبر المطابق.

## المبيعات

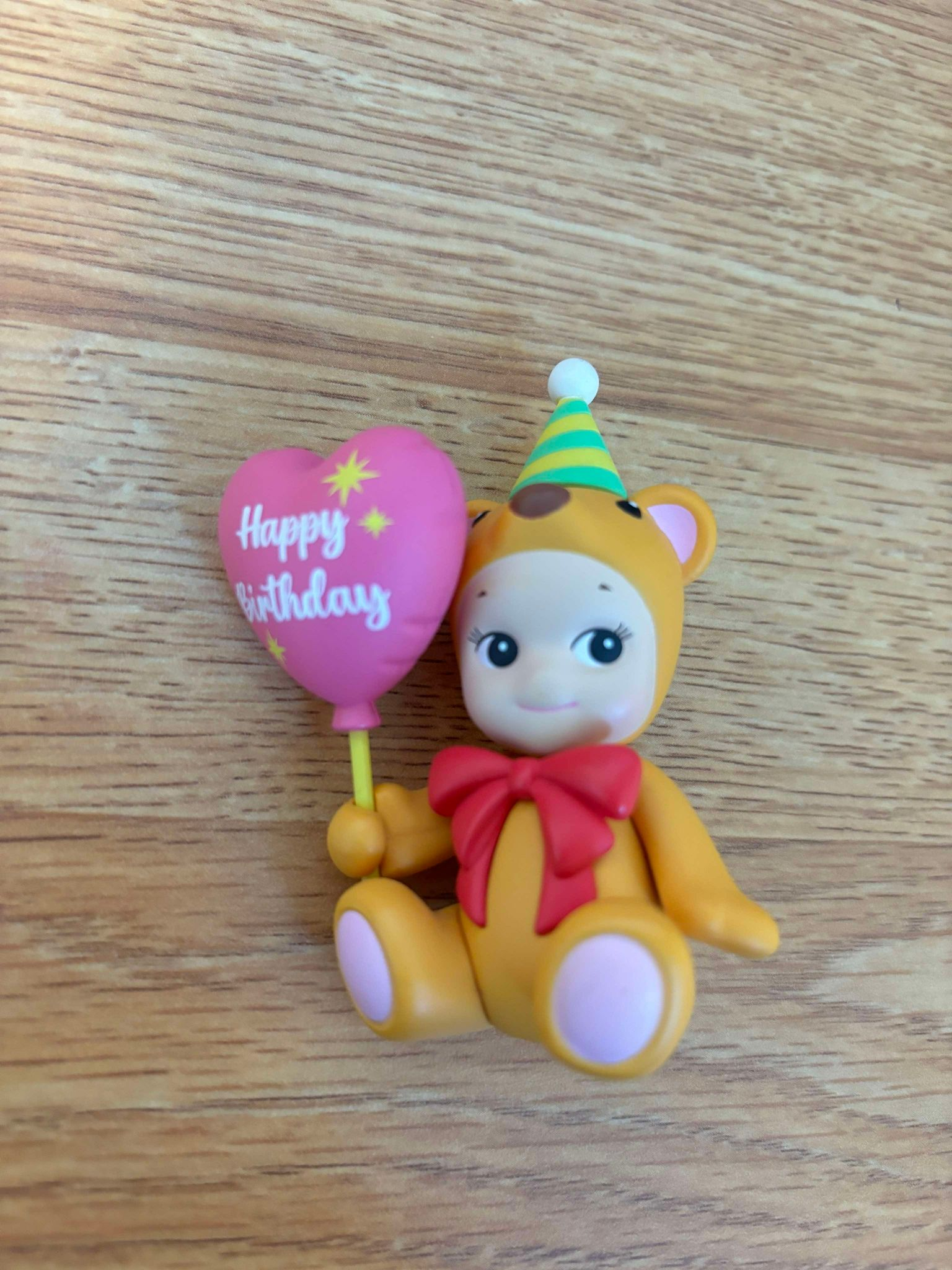
تمثال صغير لسوني أنجل من "سلسلة أعياد الميلاد" يرتدي زي دب وقبعة حفل ويحمل بالونًا ورديًا على شكل قلب

يتراوح سعر تماثيل سوني أنجل عادةً بين 10 و12 دولار أمريكي للواحدة وذلك حسب السلسلة والتاجر. وقد خلقت الإصدارات المحدودة سوقًا لإعادة البيع حيث يمكن لبعض التماثيل أن تحقق أسعارًا أعلى بكثير من سعر التجزئة مدفوعةً بطلب هواة الجمع وندرة هذه التماثيل  وعلى منصات الإنترنت مثل إيباي وديبوب غالبًا ما تُباع التماثيل النادرة بأسعار أعلى حيث يصل سعر بعضها إلى عشرة أضعاف سعرها الأصلي. وعلى سبيل المثال يمكن أن تُباع التماثيل "السرية" بما يصل إلى 250 دولار أمريكي على إيباي.
التجارة بين هواة الجمع نتيجة للأحداث التي ينظمها مستهلكو سوني أنجل أمر شائع. وغالبًا ما يبحث هواة الجمع عن شخصيات محددة لإكمال سلسلة أو الحصول على إصدارات نادرة. بعض عشاق سوني آنجل هم بائعون ويمكنهم بيع أي مكان بين 500 و 1000 سوني آنجل في الأسبوع.
ارتفعت مبيعات سوني آنجلز في أواخر عام 2024 وحققت إيرادات تزيد عن 5 دولارات مليون دولار للعلامة التجارية.
تتضمن بعض سلاسل سوني آنجل الشهيرة "هيبرز - سلسلة الحصاد" و"أنيمل فور سيريس" و"سلسلة البحرية".

## التأثير الثقافي

### الجيل زد
معظم معجبي سوني أنجلز هم من أفراد الجيل زد. وقد ظهرت التماثيل القابلة للتحصيل بدرجة كبيرة على منصات التواصل الاجتماعي بما في ذلك التيك توك مما أدى إلى نقص كبير في الإمدادات بين 441 بائع تجزئة معتمد للعلامة التجارية.
يعزو البعض فوائد الصحة العقلية إلى هذه التماثيل حيث يزعم البعض أن الدمى توفر الراحة والحنين إلى الطفولة. ويزعم البعض أيضًا أن الدمى توفر لطلاب الجامعات المعزولين عاطفياً شعور بالارتباط الشخصي والرفقة.
قد يكون سعر هذه الشخصيات معقولاً وهو ما يجذب محبي الجيل زد مما يمكّن المستهلكين من بناء مجموعات كبيرة الحجم.